# Свети Безсребреници (Кожани)
„Свети Безсребреници Козма и Дамян“ (на гръцки: Ναός Αγίων Αναργύρων Σερβίων, известна сред местното население като Αϊναργυράδες, Айнаргиридес) е възрожденска православна църква в южномакедонския град Кожани, Егейска Македония, Гърция.

## История
Църквата е сред най-старите храмове в Кожани заедно със „Свети Димитър“ (1339) и „Свети Атанасий“. Има сведения, че първата малка църква е основана през 1612 година върху съществуващия и до днес извор. Църквата е имала и гробище. В известен период е била манастир до 1650 година, когато ср вайона се заселват около 80 семейства, избягали от Корча, сред които и кметът на Корча Карадзедзиос.
В 1815 година при управлението на епископ Вениамин Сервийски и с разрешение на Али паша Янински, църквата е обновена изоснови и получава сегашните си размери. В 1858 година от южната страна на църквата и източно от притвора е построен параклисът „Света Варвара“, а в 1885 година е издигната камбанарията. От преброяване на имотите на църквите в Кожани от 1896 година се вижда, че църквата има 2 гумна на север от църквата, 1 гумно в Керамагио и 1 фурна до къщата на Г. Репанас. За собствеността на двете гумна на север църквата дълги години е в спос с Кожанската община.
В 1948 година църквата е предоставена на Християнската младежка асоциация. Когато дейността на Асоциацията замира, църквата продължава да функционира като поклоннически храм. В 1952 - 1955 година е направена женска църква и са отворени западните прозорци и притворът на църквата.
Църквата празнува на Свети Безсребреници - 1 юли и на 1 ноември.